# Bill Treacher
William Charles Treacher, més conegut com a Bill Treacher (Londres, 4 de juny de 1930 - Ipswich, comtat de Suffolk, 5 de novembre de 2022) va ser un actor anglès. Fou especialment conegut per interpretar el paper d'Arthur Fowler a la telenovel·la EastEnders (Gent del barri) de la BBC One de 1985 a 1996, després d'haver estat la primera persona a ser elegida per a l'espectacle.